# 순천뿌리깊은나무박물관 소장 월왕전 책판
순천뿌리깊은나무박물관 소장 월왕전 책판은 대한민국 전라남도 순천시 낙안면 남내리, 순천뿌리깊은나무박물관에 있는 책판이다. 2014년 1월 14일 순천시 (전라남도)의 향토유적 제3호로 지정되었다.

## 개요
'월왕전 목판'은 현재까지 알려진 경판 방각소설의 책판으로 유일하게 전해지고 있다.

## 같이 보기
- 월왕전